# Charles-Balthazar de Roquefeuil-Cahuzac
Charles-Balthazar de Roquefeuil-Cahuzac, baron de Roquefeuil, né le 19 septembre  1752 au château de Livers et mort le 21 juillet 1795 à Vannes est un officier de marine français du XVIIIe siècle. Il sert dans la marine royale pendant les règnes de Louis XV et Louis XVI et termine sa carrière militaire avec le grade de capitaine de vaisseau.

## Biographie

### Origines et famille
Le vicomte de Roquefeuil-Cahuzac est issu de la famille de Roquefeuil Blanquefort, une ancienne famille noble du Rouergue. Il est le fils du capitaine de dragons Jacques Philippe Joseph de Roquefeuil et de Marie-Madeleine Boisset de Glassac.
Il se marie au château du Bois-Gardin le 16 avril 1787 avec Marie-Jeanne d'Yzalguette née dans le Rouergue le 6 avril 1769 mais élevée en Bretagne par la comtesse de Roquefeuil, femme du vice-amiral de Roquefeuil.
De cette union ils eurent trois fils et une fille:
- Aymar-Louis (1788-1880), colonel du 40ème régiment de ligne le 17 avril 1829[2] et marrié en 1827 à Anne de Wendel,
- Alexandre, capitaine d'infantrie, marrié à Marie de Curt et mort de la fièvre en Martinique en 1828
- Adèle chanoinesse de Sainte-Anne

Après sa mort en 1795, son épouse se remarie avec Jacques de Cazalès, orateur de la Constituante et capitaine des dragons au régiment de Deux Ponts. Ils eurent un fils abbé. 

### Carrière

#### Formation
Charles-Balthazar commence sa formation à Malte le 12 juillet 1766 ou il sert en tant que page du Grand Maître ou il restera moins d'un an mais ce séjour lui vaudra d'être créé chevalier de l'ordre en 1770.
Le 28 mars 1767, il entre dans les gardes de la marie à Brest avant de rejoindre les gardes de Toulon le 5 octobre.
Entre 1770 et 1772, Charles-Balthazar est embarqué sur l'union avant d'intégrer la brigade de Bordeaux et de demander le 22 mars 1773 un congé de deux ans pour Malte.

#### Débuts dans la Royale
Le 1er octobre 1773, il est nommé enseigne de vaisseau.
En 1776, Charles-Balthazar sert sur le Furet puis sur le Solitaire, navire de ligne de troisième rang portant 64 canons, lancé en 1774. Il rejoint finalement l'équipage de l'Indiscrète entre 1776 et 1777.

#### Bataille d'Ouessant

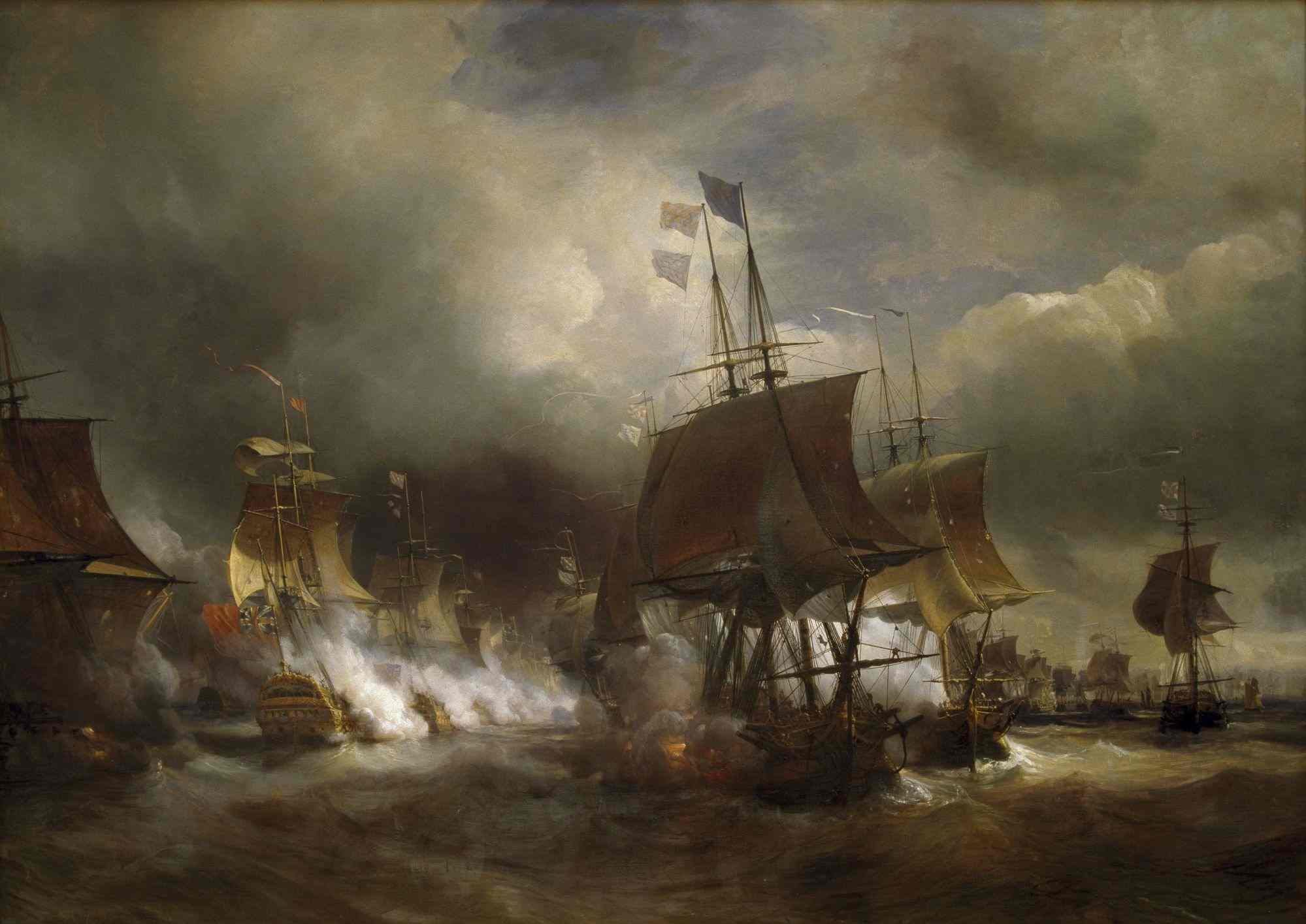
Bataille d'Ouessant (1778)

Le 28 mars 1778 Charles-Balthazar est nommé lieutenant d'infanterie et rejoint son parant le capitaine de pavillon Pierre de Roquefeuil à bord du Saint-Esprit, vaisseau de ligne de deuxième rang portant 80 canons sur deux ponts.
Ils font alors partie de l'armée navale du lieutenant général d'Orvilliers composée de trois escadres. Il est placé sous le commandement du duc de Chartres, futur Philippe Egalité, lui même conseillé par Lamotte-Picquet.
Après avoir aperçu la flotte de l'amiral Keppel le 23 juillet, l'armée française engage le combat le 27 juillet. Durant la bataille, 407 britanniques meurent et 789 sont blessés avant que l'ordre soit donné de quitter le champ de bataille. Les français, victorieux, regagnent Brest, comptant 163 morts, 517 blessés.
Le 13 mars 1779, il est promu lieutenant de vaisseau.

#### Combat entre leMutinet l'Active
Alors commandant du Mutin, cutter de 18 canons, détaché par monsieur de Latouche-Tréville pour porter des paquets à l'armée de monsieur d'Orvilliers, il rencontre le 18 aout 1779 l'Active un autre cutter anglais de 12 canons. Il s'ensuit une bataille et un abordage qui permet la capture du bateau anglais et la capture de l'équipage ennemi. Il parvint à mener le bâtiment anglais jusqu'à Dunkerque.
À la suite de cet exploit, il reçoit le commandement d'une corvette avec laquelle il fait une seconde prise.

#### Combat avecle Pilote
Charles-Balthazar se trouva moins heureux à bort du Pilote alors commandé par le chevalier de Clonard. Le 2 octobre 1779, à 15 lieues au nord d'Ouessant le cutter français se retrouve confronté à une division anglaise forte d'un vaisseau et de deux frégates.
Après s'être courageusement défendu lors d'un combat violent, l'équipage français, totalement dégréé, fut obligé de se rendre.
Traité avec les plus grands égards et durant toute sa captivité, Charles-Balthazar fut appelé le brave petit français.

#### Guerre d'indépendance des États-Unis
Libéré, il rejoint en 1780 l'escadre commandée par le chevalier de Ternay et le bâtiment de 80 canons le Duc de Bourgogne, pour acheminer en Amérique les 6 000 homes de l'armée du comte de Rochambeau.
Il passe ensuite sur la frégate de 32 canons l'Amazone, et sert en qualité de commandant en second pour une mission sur les côtes du Canada.
Le 1er juin il est nommé capitaine de compagnie.
En 1782, il sert sur le Saint-Esprit, vaisseau de 80 canons qui croise dans les Antilles avant de rentrer en Europe à la fin de la guerre,.

#### Retour en Europe
En 1783, il se rend à Riga pour collecter des matériaux de construction destinés à la Marine. Il prend part à une flotte de dix gabares dont la Loire qu'il commande.
Entre 1785 et 1786, il assure de commandement de la flûte de guerre de 14 canons la Barbue avant d'être nommé major de vaisseau dans la 2ème escadre et 3ème division.
Le 1er janvier 1792, il est promu au rang de capitaine de vaisseau, reçoit la croix de Saint Louis et intègre la société des Cincinnati de France.

#### Armée des Emigrés

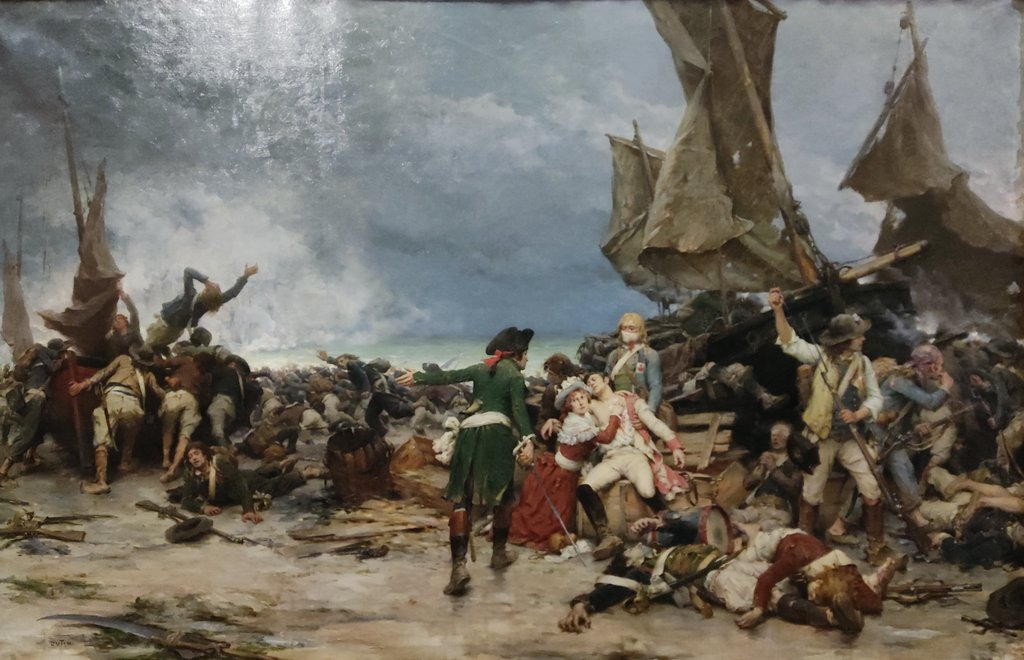
Bataille de Quibron

Durant la révolution, Charles-Balthazar émigre et rejoint l'armée des princes en 1791. Capitaine dans le régiment du Dresnay il participe au débarquement de Quiberon en juin 1795. Cette expédition se soldera par un échec lors des affrontements avec le général Hoche et  par la capture de nombreux émigrés dont Charles-Balthasar mais aussi de ses parents François-Pierre de Roquefeuil et François de Roquefeuil.

Fait prisonnier, Charles-Balthasar est détenu au fort Penthièvre puis fusillé à Vannes avec la plupart de ses compagnons. Il écrit à sa femme: 

« je passe de cette vie dans l'autre avec la même sérénité qu'un voyageur se transporte d'une ville à une autre. Plus de trois cents personnes qui sont ici dans la même position ont la même sécurité. Nous nous reposons tous sur l'immense bonté de la Providence divine. A elle seule je me confie pour me faire miséricorde »